# Ptychopsis
Ptychopsis är ett släkte av steklar. Ptychopsis ingår i familjen brokparasitsteklar.
Kladogram enligt Catalogue of Life:
| Ptychopsis | \| \| Ptychopsis phalara \| \| \| \| \| \| Ptychopsis sanchoi \| \| \| \| |
|            | \| \| Ptychopsis phalara \| \| \| \| \| \| Ptychopsis sanchoi \| \| \| \| |
|            | Ptychopsis phalara                                                        |
|            |                                                                           |
|            | Ptychopsis sanchoi                                                        |
|            |                                                                           |